# Gina Schwarz
Gina Schwarz (* 2. November 1968 in Hollabrunn) ist eine österreichische Jazzmusikerin (Kontrabass, E-Bass, auch Akkordeon, Komposition).

## Leben und Wirken
Schwarz erhielt zunächst Unterricht in Jazz-Bass am Konservatorium der Stadt Wien und bei Peter Herbert. Anschließend studierte sie Bass an der Universität für Musik und darstellende Kunst Wien, wo sie einen Magister artium erhielt, sowie ab 2002 am Berklee College of Music in Boston bei John Lockwood. Bei einem weiteren Studienaufenthalt in New York vertiefte sie ihre Instrumentalkenntnisse bei  Cecil McBee, Ron McClure, Buster Williams und Dennis Irwin.
Seit 1992 spielte sie in Bands wie dem Yta Moreno Quartett, Wiener Salsa, den Groovehunters, Marianne Mendt, Harri Stojka, Willi Resetarits, Richard Oesterreicher, Zipflo Weinrich und der Robert Bachner Bigband. Sie ist auf Aufnahmen mit Global Glue (Eardance, 2005), der Robert Bachner Big Band (Moments of Noise 2006, Spotlight on Ella Fitzgerald 2007, Live in Vienna 2009), George Garzone (In the Zone 2007), Muriel Grossmann (Natural Time 2016, Momentum 2017, Golden Rule 2018, Reverence 2019), Heinrich von Kalnein (Möbius Strip 2020) oder dem Kontrabass-Sextett Bass Instinct (Illusionista 2008, Butterfly 2010, Homebass 2016) zu hören. 2001 war sie am Wiener Burgtheater an der Bühnenmusik zum Stück „Damen der Gesellschaft“ beteiligt.
Seit 2005 leitet Schwarz ihr Quintett SchwarzMarkt, mit dem sie im Folgejahr ihr Debütalbum unter eigenem Namen vorlegte und vorwiegend eigene Kompositionen aufführt. Mit Bastian Stein, Bernhard Wiesinger, Robert Bachner, Heimo Trixner, Philipp Jagschitz und Harry Tanschek sowie der Bandoneon-Spielerin Ingrid Eder gründete sie ihre Band Jazzista (2012). In der mit Richard Oesterreicher geleiteten Gruppe Airbass spielt sie unter anderem mit Herbert Otahal, Clemens Salesny, Woody Schabata, Harry Tanschek und Primus Sitter zusammen. Mit Esther Bächlin, Stephanie Wagner und Ingrid Oberkanins betreibt sie das Projekt Playground4 (Album 2020 bei JazzHausMusik); weiters spielt sie im Trio mit Gérard Guse und Ramón López. 2017 und 2018 holte sie Musikerinnen wie Marilyn Mazur, Ingrid Jensen, Sylvie Courvoisier, Karin Hammar, Camila Meza, Angelika Niescier und Julia Hülsmann im Rahmen ihres Pannonica-Projektes ins Wiener Porgy & Bess. Gemeinsam mit dem brasilianischen Gitarristen Angelo da Silva arbeitete sie im Duo (Fusão, Galileo 2022).
Schwarz hat seit 2011 einen Lehrauftrag und seit 2023 eine Professur für Bass Popularmusik mit Fokus auf Kontrabass – am Institut für Popularmusik der Universität für Musik und darstellende Kunst Wien inne.

## Preise und Auszeichnungen
Schwarz erhielt den Berklee-Best-Award; auch ist sie Gewinnerin des von der Stadtgemeinde Mistelbach ausgerichteten MusicMaker-Kompositionswettbewerbes 2002. 2007 wurde sie mit dem Hans-Koller-Preis als „Side(wo)man of the year“ ausgezeichnet. Für den Amadeus Award 2022 war sie nominiert in der Kategorie Jazz/Blues/World. Im Rahmen der Verleihung des Niederösterreichischer Kulturpreises 2023 erhielt sie den Anerkennungspreis in der Sparte Musik.

## Diskographische Hinweise
- SchwarzMarkt (2006)[9]
- In the Zone feat. George Garzone In the Zone (ATS Records 2007, mit Philippine Duchateau, Klemens Marktl)
- Gina Schwarz / Richard Oesterreicher Airbass (ATS Records 2008)[10]
- Jazzista (Unit Records 2013)[11]
- Gina Schwarz Unit. feat. Jim Black Woodclock (Cracked Anegg 2016)[12]
- Pannonica (Cracked Anegg 2020, mit Lorenz Raab, Lisa Hofmaninger, Alois Eberl, Florian Sighartner, Clemens Sainitzer, Philipp Nykrin, Primus Sitter, Judith Schwarz)[13]
- Kalnein/Schwarz/López: A Night in Vienna (Natango 2021)[14]
- Gina Schwarz Pannonica All Alone 2020 (cracked anegg 2021)[15]
- Gina Schwarz & Angelo da Silva Fusão (Galileo Music 2022)[16]
- Gina Schwarz & Multiphonics 8 Way to Blue (cracked anegg 2022)[17]